# Parigi-Roubaix 2007
La Parigi-Roubaix 2007, centocinquesima edizione della corsa, venne disputata il 15 aprile 2007 lungo un percorso di 259 km, comprendente 28 tratti di pavé, e fu vinta dal australiano Stuart O'Grady.

## Squadre partecipanti
| N.      | Cod. | Squadra               |
| ------- | ---- | --------------------- |
| 1-8     | CSC  | Team CSC              |
| 11-18   | QSI  | Quick Step-Innergetic |
| 21-28   | LAM  | Lampre-Fondital       |
| 31-38   | RAB  | Rabobank              |
| 41-48   | FDJ  | Française des Jeux    |
| 51-58   | TMO  | T-Mobile Team         |
| 61-68   | PRL  | Predictor-Lotto       |
| 71-78   | COF  | Cofidis               |
| 81-88   | MRM  | Team Milram           |
| 91-98   | SKS  | Skil-Shimano          |
| 101-108 | BTL  | Bouygues Télécom      |
| 111-118 | DSC  | Discovery Channel     |

| N.      | Cod. | Squadra              |
| ------- | ---- | -------------------- |
| 121-128 | LIQ  | Liquigas             |
| 131-138 | GCE  | Caisse d'Epargne     |
| 141-148 | AGR  | Agritubel            |
| 151-158 | GST  | Gerolsteiner         |
| 161-168 | C.A  | Crédit Agricole      |
| 171-178 | A2R  | AG2R Prévoyance      |
| 181-188 | SDV  | Saunier Duval-Prodir |
| 191-198 | EUS  | Euskaltel-Euskadi    |
| 201-208 | LAN  | Landbouwkrediet      |
| 211-218 | AST  | Astana               |
| 221-228 | WIE  | Team Wiesenhof-Felt  |
| 231-238 | JAC  | Topsport Vlaanderen  |

## Ordine d'arrivo (Top 10)
| Pos. | Corridore           | Squadra        | Tempo    |
| ---- | ------------------- | -------------- | -------- |
| 1    | Stuart O'Grady      | Team CSC       | 6h09'07" |
| 2    | Juan Antonio Flecha | Rabobank       | a 52"    |
| 3    | Steffen Wesemann    | Wiesenhof-Felt | s.t.     |
| 4    | Björn Leukemans     | Predictor      | a 53"    |
| 5    | Roberto Petito      | Liquigas       | a 55"    |
| 6    | Tom Boonen          | Quick Step     | s.t.     |
| 7    | Roger Hammond       | T-Mobile Team  | s.t.     |
| 8    | Enrico Franzoi      | Lampre         | a 56"    |
| 9    | Kevin Van Impe      | Quick Step     | a 1'24"  |
| 10   | Fabio Baldato       | Lampre         | a 2'27"  |